# District de Haveli
Le district de Haveli est une subdivision administrative du territoire Azad Cachemire au Pakistan.
Il a été créé en 2009 à partir d'une partie du district de Bagh. Son chef-lieu est la ville de Forward Kahuta.